# 萬國工業博覽會

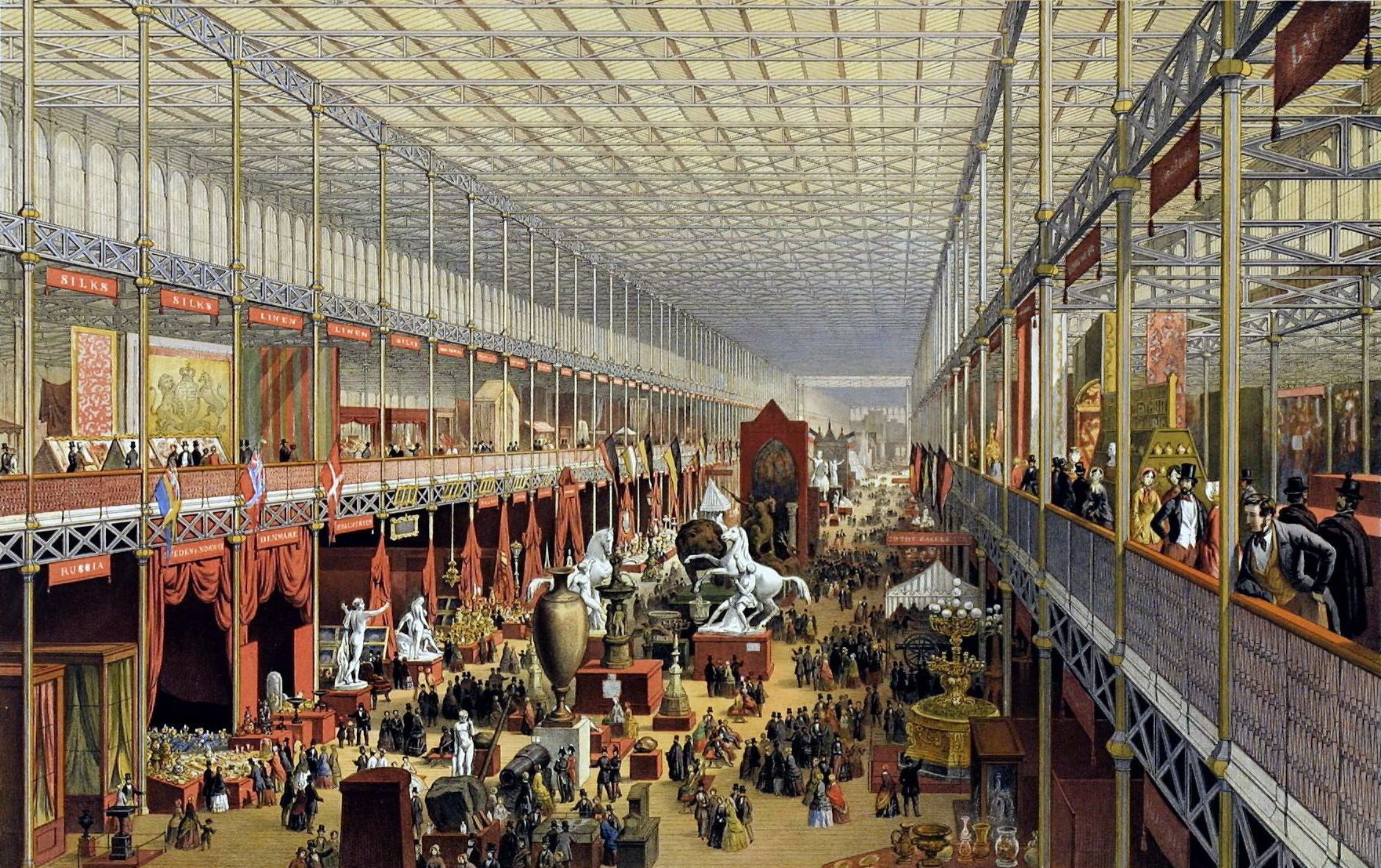
万国工业博览会一景

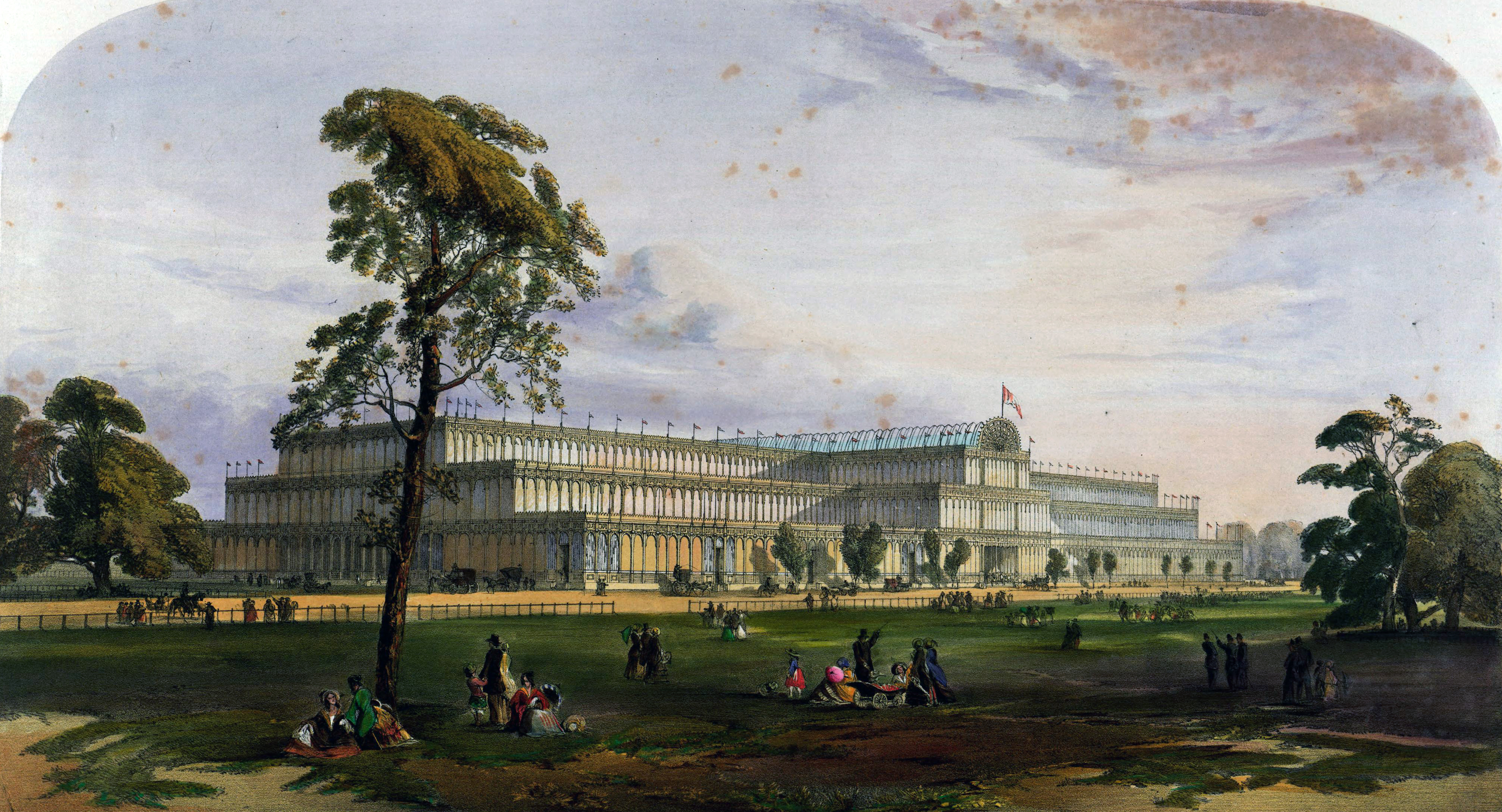
座落在伦敦海德公园的水晶宫

萬國工業產品博覽會（英文全稱Great Exhibition of the Works of Industry of all Nations，後世以Great Exhibition為特指這一場博覽會的專有名詞）是全世界第一場世界博覽會，在英國首都倫敦海德公園舉行，展期是1851年5月1日至10月15日，主要內容是世界文化與工業科技，其定名中的「Great」在英文有偉大的、很棒的、壯觀的意思，藉此博覽會英國在當時展現了工業革命後，英國技冠群雄、傲視全球的輝煌成果。當時的中文翻譯是“炫奇會”。

## 背景
此博覽會由當政的維多利亞女王的皇夫亞厘畢親王和Henry Cole共同籌辦，目的是慶祝現代工業科技與設計的新興潮流，當時小規模的技術展演在歐洲廠商間已經開始流行。由於親王與女王的幕僚們很熱衷地推動這項可營利的博覽會，終於說服英國政府於1850年1月3日成立了籌辦1851博覽會的皇家委員會，因此大幅提升計畫的可行度，而這個委員會包含英國當時最負盛名之一的工程師布鲁内尔。
英國王室雖然是自己主辦，但並沒有把其定義為「本國工業博覽會」而是「萬國工業博覽會」，英國認為有鑒於單獨強調展出本土工藝，將使得其治下教化出的殖民地與保護國的許多先進成就被忽略，因此萬國工業博覽會乃是採用邀請日不落帝國境內的「世界各國」來達成真正的「世界（或國際）」博覽會，甚至認為英國對鄰近「不文明」的國家和地區展示科技成就才是一件重要的大事。
當時英國境內正是盛行著這種對「英國模式」的自負與炫耀思維，多數人因為政治與經濟發達而有安全感，而維多利亞女王則試圖提升人民对她的政權的滿意度，綜合這些因素，於1850年代中期出現了「Victorian」的字眼，用來傳達一種關於國家與這個時期的自我意識。

## 展覽場地

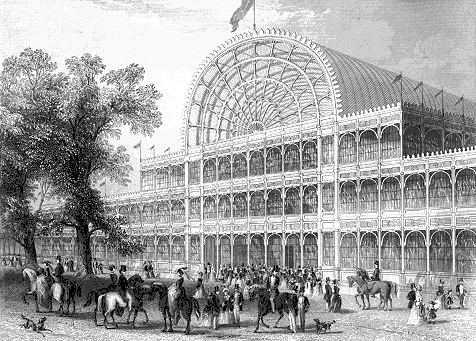
水晶宫的正门入口

這場博覽會最具特色的建設非水晶宮莫屬，該建築由約瑟夫·帕克斯頓設計，由土木工程師William Henry Barlow從旁協助，用來做為該次展覽的主要會場，也是當代一個對新式建築物的大膽嘗試，由鐵為骨架、和完全來自伯明罕和其鄰近城鎮斯梅西克的玻璃為主體，建成之後果然一鳴驚人。這巨大的玻璃屋长約563公尺，寬約138公尺，從打地基到竣工費時僅九個月，這個建築後來被移動並且重建於倫敦南區的塞登哈姆，這個地區後來因此被更名為水晶宮。

## 展覽概況
估計有超過六百二十萬人次來參觀，超過一萬三千的展出品，上百萬遊客的來訪促使英國邁向更強大的國家地位，在一萬三餘來自世界各地的展覽品中，具有相当世界影響力的包括軌道蒸汽牽引機、高速汽輪船、起重机、廚具用品、鐵製品、以及來自美國的收割機。展覽品也來自一些英国殖民地，例如：印度，或是紐西蘭、澳洲等移民地。許多湧入倫敦的遊客來自歐洲各大城市，帶來的獲益相當可觀，萬國工業博覽會收入淨賺十八萬六千英鎊，這筆款項後來被用於成立維多利亞與亞伯特博物館，而科學博物館與自然史博物館也都在該展覽場所在地南邊建立，後來成立的聯邦研究院（Commonwealth Institute）與其比鄰。

## 社會評論
當時這個展覽帶來很多爭議，一些保守派人士擔心大量的遊客可能導致混亂甚至革命暴動，但是激進派人士，例如共產主義者代表人物卡爾·馬克思視此博覽會為一種對於商品資本主義式崇拜的象徵。二十世紀後，社會大眾比較接受的說法是，萬國工業博覽會的本質在歷史上代表著維多利亞女王的輝煌時代，一個工業、軍事、經濟高度發展的大英帝國。
英國《泰晤士報》文章称，「創世以來，全世界各族群第一次為同一目的而動員起來」。

## 外部連結
- BIE官网 （页面存档备份，存于）
- Prince Albert's speech of 1849, announcing "The Exhibition of 1851"
- "Memorials of the Great Exhibition" Cartoon Series from Punch

1. ↑  .   [2021-07-28]. （原始内容存档于2021-07-28）.